# Say OK
Say OK è un singolo di Vanessa Hudgens, tratto dall'album V.

## Il brano
Il brano è diventato famoso in tutta l'America ed è stato pubblicato con successo nella primavera 2007.

## Il video
Nel video compare Zac Efron, fidanzato della cantante. Vanessa va a giocare a bowling con delle sue amiche quando incontrano dei ragazzi, tra cui Efron, con il quale, dopo aver bevuto con gli amici, si dirige in una spiaggia, nella quale dopo poco arrivano anche gli altri ragazzi.

## Classifiche
| Classifica (2007)      | Posizione raggiunta |
| ---------------------- | ------------------- |
| U.S. Billboard Hot 100 | 61                  |
| U.S. Billboard Pop 100 | 47                  |